# Congrés de Berlín

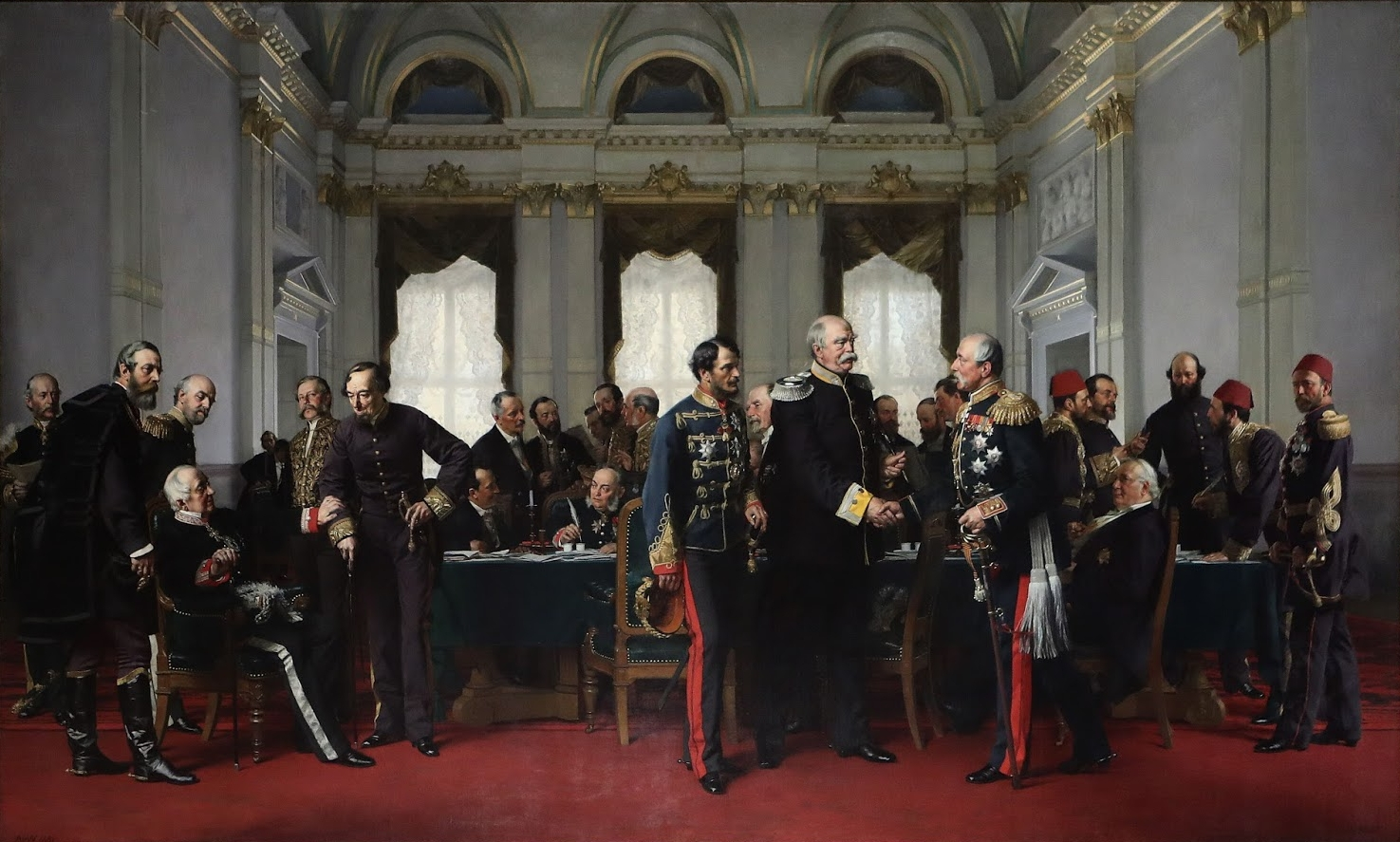
Congrés de Berlín, representació artística d'Anton von Werner

El Congrés de Berlín de 1878 fou una assemblea diplomàtica dels representants de diversos estats europeus sota la presidència d'Otto von Bismarck, Canceller d'Alemanya amb el propòsit de reorganitzar la zona dels Balcans després de la derrota de l'Imperi Otomà a la Guerra russo-turca (1877-1878).

## Antecedents
La Qüestió d'Orient fa referència als problemes diplomàtics i polítics en la història d'Europa plantejats per la decadència de l'Imperi Otomà i la inestabilitat dels territoris governats per l'Imperi Otomà situats en terres europees, i s'inicia el 1774, al final de la Guerra russoturca (1768-1774), que va concloure amb la derrota otomana. Com que a l'època es creia que la desfeta total de l'Imperi Otomà tindria lloc de manera imminent, les potències europees es començaren a disputar la influència els possibles beneficis militars, estratègics i comercials que sorgirien del nou ordre sociopolític a la part oriental d'Europa. L'Imperi Rus suposava que es beneficiaria àmpliament de la derrota otomana. D'altra banda, l'Imperi Austrohongarès i el Regne Unit creien que s'havia de preservar l'imperi per tal de mantenir els seus interessos a la regió i impedir que els russos aconseguissin accés a la mar Mediterrània.
Les revoltes internes i les tensions internacionals van provocar una intensa convulsió política en el si de l'Imperi Otomà. D'una banda, es trobava el Sultà, Abdülâziz, que estava obligat a continuar les reformes empreses per modernitzar l'estat otomà (Tanzimat). A elles s'oposava la noblesa turca, que desitjava conservar els seus privilegis enfront de les minories ètniques i religioses. Aquesta resistència estava en l'origen de les tensions nacionalistes, tant en els Balcans com a Armènia. La successió de revoltes i pèrdues territorials es van materialitzar en un cop d'estat el maig de 1876 que va deposar el Sultà, d'aquesta manera substituït breument per Murat V (maig-agost de 1876) i després per Abdul Hamid II.
La brutalitat otomana a la guerra serbo-otomana i la violenta supressió de la insurrecció d'Herzegovina van pressionar Rússia, que es veia a si mateixa com a protectora dels serbis ortodoxes, per actuar contra l'Imperi Otomà, i va obtenir la promesa de neutralitat benèfica d'Àustria-Hongria en la guerra que venia, a canvi de cedir Bòsnia i Hercegovina a Àustria-Hongria en el Conveni de Budapest de 1877. La Guerra Russo-Turca de 1877–1878 va ser un conflicte entre l'Imperi Otomà i la coalició de cristians ortodoxos orientals dirigida per l'Imperi rus i composta per Bulgària, Romania, Sèrbia i Montenegro. Lluitada als Balcans i al Caucas, es va originar en el nacionalisme balcànic emergent del segle xix i l'objectiu rus de recuperar les pèrdues territorials suportades durant la guerra de Crimea de 1853-56 i revertir les limitacions imposades al mar Negre en el Tractat de París. La coalició encapçalada per Rússia va guanyar la guerra, empenyent els otomans cap a les portes de Constantinoble i va provocar la intervenció de les grans potències europees occidentals. El Tractat de Santo Stefano reorganitzava les antigues possessions balcàniques de l'Imperi Otomà. La disposició més important d'aquest tractat va ser el reconeixement de la independència de Bulgària que va absorbir la major part de Macedònia, cosa que va permetre a Bulgària estendre's des del mar Negre al mar Egeu. L'imperi Rus, a més, avançava al Caucas amb els ports de Kars i Batumi com a reparacions de guerra. El Regne Unit i Àustria-Hongria es van oposar a aquest tractat perquè donava ales al nacionalisme eslau i temien que Bulgària es convertís en un satèl·lit de Rússia i una amenaça per a l'Imperi Otomà.
La Lliga dels Tres Emperadors, creada el 1873 després de la unificació italiana impulsada pel Regne de Sardenya-Piemont i la unificació d'Alemanya impulsada pel Regne de Prússia després de la derrota francesa en la guerra francoprussiana de 1870, pretenia crear un front comú d'oposició a les formes de govern de cort liberal imperants als països de l'occident europeu, es va desferen 1879 pels forts conflictes d'interessos entre l'Imperi Austrohongarès i l'Imperi Rus als Balcans.
La Convenció de Xipre del 4 de juny de 1878 va ser un acord secret entre el Regne Unit i l'Imperi Otomà que va concedir el control de Xipre a Gran Bretanya a canvi del suport dels otomans durant el Congrés de Berlín. Aquest acord va ser el resultat de negociacions secretes que es van produir a principis de 1878.
Otto von Bismarck va intentar estabilitzar els Balcans, reduir el paper de l'Imperi Otomà, derrotat a la regió, i equilibrar els diferents interessos de Gran Bretanya, l'Imperi rus i l'Imperi Austrohongarès a la zona. També volia evitar la dominació dels Balcans per part de Rússia o la formació d’una Gran Bulgària i mantenir Constantinoble en mans otomanes.

## Delegats
Convocat oficialment pel ministre d'assumptes exteriors austríac, el comte Gyula Andrássy, el congrés es va iniciar al palau de la Cancelleria, que havia estat la residència d'Antoni Radziwiłł a Berlín, el 13 de juny i es va reunir fins al 13 de juliol.
Van haver-hi representants del Regne Unit (Benjamin Disraeli, Marquès de Salisbury i Lord Russell), Àustria-Hongria (Gyula Andrássy, Comte Alajos Károlyi i Heinrich Karl von Haymerle), França (William Henry Waddington, el Comte de Saint-Vallier i Monsieur Desprey), Alemanya (Otto von Bismarck, Príncep Chlodwig zu Hohenlohe-Schillingsfürst i Bernhard Ernst von Bülow), Itàlia (Lodovico Corti i el Comte De Launay), Rússia (Príncep Gortxakov, Comte Xuvalov i el Baró d'Oubril) i l'Imperi Otomà (Alexander Karatheodori Paixà, Sadoullah Bey i Mehmet Alí Paixà). Delegats de Grècia (Theódoros Diligiannis), Romania, Sèrbia (Jovan Ristić) i Montenegro van assistir a les sessions que tractaven sobre els seus estats, però no eren integrants del congrés.

## Objectius
La missió principal dels participants al Congrés era donar un cop definitiu al creixent paneslavisme, que preocupava a Berlín i sobretot a Viena, que temia que les nacionalitats eslaves reprimides es revoltessin contra els Habsburg. Els governs britànic i francès estaven nerviosos tant per la disminució de la influència de l'Imperi Otomà com per l'expansió cultural de Rússia cap al sud, on tant Gran Bretanya com França estaven a punt de colonitzar Egipte i Palestina. Pel tractat de San Stefano, els russos, dirigits pel canceller Alexander Gorchakov, havien aconseguit crear a Bulgària un principat autònom, sota el domini nominal de l’Imperi Otomà provocant The Great Game (el Gran Joc), la por de l'imperi britànic, la primera potència mundial de l'època, a la creixent influència russa a l'Orient Mitjà.

## Disposicions

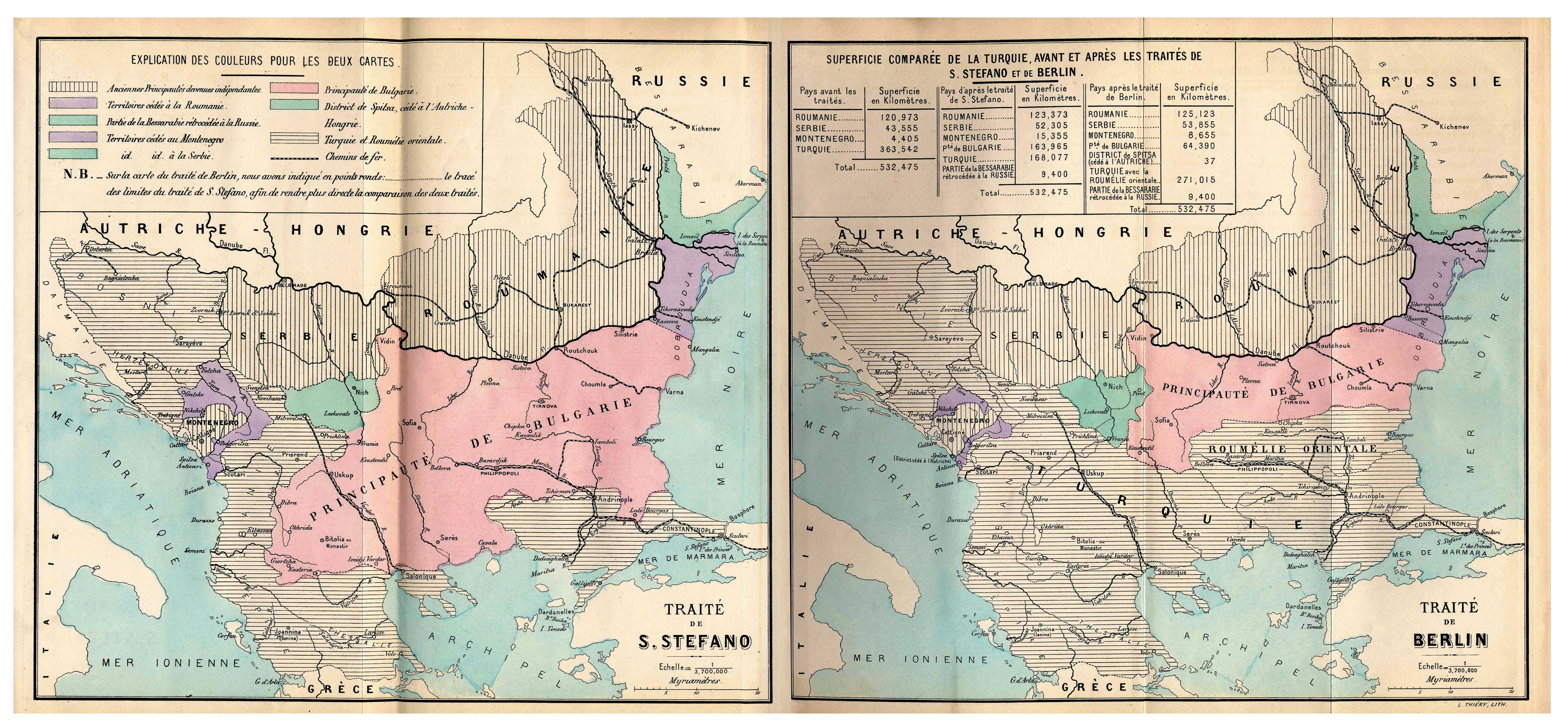
Mapes amb els canvis territorials a l'Imperi Otomà després del Tractat de San Stefano i del Congrés de Berlín.

El tractat, signat el 23 de juliol, reconeixia formalment la independència dels principats, ja sobirans de facto de Romania, Sèrbia i Montenegro i l’autonomia de Bulgària, tot i que aquesta de facto funcionava de manera independent i estava dividida en tres parts: el Principat de Bulgària, la província autònoma de Rumèlia Oriental i Macedònia, que va ser retornada als otomans, va desfer així els plans russos per a una "Gran Bulgària" independent i russòfila. El Tractat de Santo Stefano havia creat un estat búlgar amb el qual el Regne Unit i l'Imperi Austrohongarès no estaven conformes.
El tractat va confirmar la majoria dels guanys russos a l'Imperi Otomà especificats al tractat de Santo Stefano, però la vall d'Alashkerd i la ciutat de Bayazid van ser retornades als otomans. Malgrat les demandes dels delegats romanesos, Romania es va veure obligada a cedir el sud de Bessaràbia a l'Imperi rus, però com a compensació, Romania va rebre Dobruja, que inclou el delta del Danubi. El tractat també limitava l'ocupació russa de Bulgària a 9 mesos.
Es decidí que França assumiria el control de Tunísia a canvi del control britànic de Xipre, i com a compensació oferta per Otto von Bismarck, que havia conquerit en 1871 a França Alsàcia i Lorena en la Guerra francoprussiana durant el procés d'Unificació alemanya.

## Conseqüències
Els tres estats recentment independents es van proclamar a continuació regnes: Romania el 1881, Sèrbia el 1882 i Montenegro el 1910 i Bulgària va proclamar la plena independència el 1908 després d’haver-se unit a Rumèlia Oriental el 1885. L'Imperi Austrohongarès es va annexionar Bòsnia el 1908, provocant la crisi de Bòsnia, una crisi europea important que va reforçar les aliances anteriors a la Primera Guerra Mundial.
El tractat de Berlín va atorgar un estatus jurídic especial a alguns grups religiosos i també serviria de model per als tractats sobre minories, que s'establirien en el marc de la Societat de Nacions. Estipulava que Romania reconeixia els no cristians (jueus i musulmans) com a ciutadans de ple dret.
El Vilayet de Kosovo va continuar formant part de l'Imperi Otomà. A l'Imperi Austrohongarès se li va permetre estacionar guarnicions militars al Vilayet otomà de Bòsnia i al Sanjak de Novi Pazar. El Vilayet de Bòsnia fou posat sota ocupació austrohongaresa, tot i que va romandre formalment part de l'Imperi Otomà fins que fou annexionat per l'Imperi Austrohongarès trenta anys després, el 5 d'octubre de 1908. Les guarnicions austrohongareses del Sanjak de Novi Pazar van ser retirades el 1908, després de l'annexió del Vilayet de Bòsnia i la resultant crisi bosniana, per arribar a un compromís amb l'Imperi Otomà, que tenia conflictes interns a causa de la revolució dels Joves Turcs, i la caòtica situació a l'Imperi Otomà també va permetre a Bulgària declarar formalment la seva independència el 5 d'octubre de 1908, que fou reconeguda pel parlament otomà en 1909 per evitar una nova guerra.
Les tensions subjacents de la regió continuarien bullint durant trenta anys fins que van tornar a explotar a les guerres balcàniques i el 1914, l'Assassinat de Sarajevo va conduir a la Primera Guerra Mundial. En retrospectiva, l'objectiu declarat de mantenir la pau i l'equilibri de poders als Balcans, òbviament, va fracassar ja que la regió seguiria sent una font de conflicte entre les grans potències fins ben entrat el segle XX.
Altres provisions van cedir part de l'est d'Anatòlia a Rússia, Xipre al Regne Unit, i a França se li va permetre ocupar Tunis. Itàlia no va quedar satisfeta amb els resultats del Congrés i les tensions entre Grècia i l'Imperi Otomà no es van resoldre. Bòsnia i Hercegovina també resultaria problemàtica per a l'Imperi Austrohongarès en les següents dècades. També va exigir una definició de la fronterera entre Grècia i l'Imperi Otomà, que es va produir el 1881, després de prolongades negociacions a la convenció de Constantinoble, en la que es va acceptar una frontera de compromís després que una demostració naval de les grans potències havia donat lloc a la cessió de Tessàlia i Arta a Grècia.
Tot i que el Congrés de Berlín va constituir un dur cop per al paneslavisme, no va resoldre en cap cas la qüestió de la zona. Els eslaus als Balcans encara estaven dividits entre el domini de l'Imperi Austrohongarès i el decrèpit Imperi Otomà, majoritàriament sota domini no eslau. Els estats eslaus dels Balcans havien après que agrupar-se com eslaus els beneficiava menys que jugar als desitjos d'una gran potència veïna. Això va danyar la unitat dels eslaus balcànics i va fomentar la competència entre els incipients estats eslaus.